# Nocturn
|  | Aquest article tracta sobre la peça musical. Vegeu-ne altres significats a «Nit». |

El nocturn és una peça musical de caràcter i forma lliures que va sorgir al període romàntic i que es va popularitzar ràpidament.
Amb el pas del temps, diversos compositors van cultivar aquest nou gènere musical. Van ser molt reeixits els Nocturns de Chopin, que en va publicar desenes al llarg de la seva vida.